# Caracol Televisión
Caracol Televisión – kolumbijska stacja telewizyjna, założona w 1998 roku.

## Programy

### Programy informacyjne
- Noticias Caracol
- Séptimo día

### Programy typu reality show
- Desafío
- A otro nivel
- Yo me llamo

## Slogany
- 1969: Caracol se oye y se ve
- 1969–1975: Esta es Caracol Radio y Televisión
- 1975–1979: Estamos en Radio y Televisión siempre
- 1979–1981: Primera en televisión
- 1982–1984: Grandes programas para una gran audiencia
- 1984–1987: La gran compañía
- 1987–1998: Más compañía
- 1998–2000: Televisión en grande
- 2000–2007: Lo mejor para ti
- 2007–2014: Más cerca de ti
- 2014–2019: Nos mueve la vida
- od 2019: Tú nos ves, Caracol te ve